# Clehonger
Clehonger – wieś w Anglii, w hrabstwie Herefordshire. Leży 7 km na południowy zachód od miasta Hereford i 194 km na zachód od Londynu.